# مشروع ويست فورد

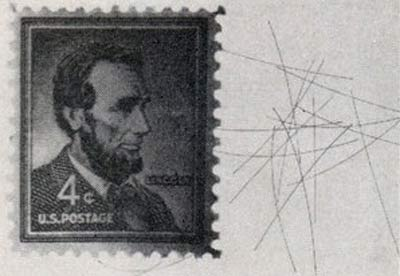
أبر من مشروع ويست فورد مقارنة بالطابع البريدي

مشروع ويست فورد (بالإنجليزية: Project West Ford)‏ كان اختباراً نفذه مختبر لنكون بمعهد ماساتشوستس للتقنية بالتعاون مع القوات المسلحة الأمريكية في عام 1961 و1963 لإنشاء غلاف أيوني مصطنع فوق الأرض. تم ذلك لأجل حل مشكلة كبيرة في اتصالات الجيش الأمريكي.